# قائمة المطارات حسب كود الإيكاو: O
قائمة المطارات حسب رمز الإيكاو: A - B - C - D - E - F - G - H - I - J - K - L - M - N - O - P - Q - R - S - T - U - V - W - X - Y - Z
نمط القائمة كالتالي:
منظمة الطيران المدني الدولي، إياتا - اسم المطار - موقع المطار

## OA - أفغانستان
- OABN(BIN) - مطار باميان - باميان
- OABT (BST) - مطار بوست - بوست
- OACC (CCN) - مطار شاغشاران - شاغشاران
- OADY - مطار دواير - لشقر جاه
- OADZ (DAZ) - مطار درواز - درواز
- OAFR (FAH) - مطار فرح - فرح
- OAFZ (FBD) - مطار فايز آباد - فايز آباد
- OAHN (KWH) - مطار خوهان - خوهان
- OAHR (HEA) - مطار هراة الدولي - هرات
- OAIX (OAI) - مطار باغرام - باغرام بالقرب من شاريكار
- OAJL (JAA) - مطار جلال أباد - جلال أباد
- OAKB (KBL) - مطار كابول الدولي - كابول
- OAKN (KDH) - مطار قندهار الدولي - قندهار
- OAKS (KHT) - مطار خوست - خوست
- OAMN (MMZ) - مطار ميمنة - ميمنة
- OAMS (MZR) - مطار مزار الشريف الدولي - مزار الشريف
- OAQA (APH) - مطار قالات العسكري - مقاطعة زابول
- OAQN (LQN) - مطار قلعة ناو - قلعة آي ناو
- OASH - قاعدة قلعة شانك الجوية - قلعة قندهار
- OASN (SGA) - مطار شغنان - شغنان
- OATN (TII) - مطار تيرين - تيرين
- OATQ (TQN) - مطار طالوقان- طالوقان
- OAUZ (UND) - مطار قندوز - قندز
- OAZI - مطار كامب باستيون - هلمند بالقرب من لشقر جاه
- OAZJ (ZAJ) - مطار زارانج - زارانج

## OB - البحرين
- OBBI (BAH) - مطار البحرين الدولي - المنامة
- OBBS - قاعدة الشيخ عيسى الجوية

## OE - المملكة العربية السعودية
- OEAA - مطار أبو علي - الجبيل
- OEAB (AHB) - مطار أبها الدولي - أبها
- OEAH (HOF) - مطار الأحساء الدولي - الهفوف
- OEBA (ABT) - مطار الملك سعود المحلي - الباحة
- OEBH (BHH) - مطار بيشة المحلي - بيشة
- OEBQ - مطار بقيق - بقيق
- OEDF (DMM) - مطار الملك فهد الدولي - الدمام
- OEDR (DHA) - قاعدة الملك عبد العزيز الجوية (مطار الظهران الدولي سابقاً) - الظهران
- OEDW - مطار الدوادمي - الدوادمي
- OEGN (GIZ) - مطار الملك عبد الله الإقليمي - جيزان
- OEGS (ELQ) - مطار الأمير نايف بن عبد العزيز الدولي - القصيم
- OEGT (URY) - مطار القريات المحلي - القريات
- OEHL (HAS) - مطار حائل الدولي - حائل
- OEHR - مطار حرض - حرض
- OEJB (QJB) - مطار الجبيل - الجبيل
- OEJL - قاعدة الملك عبد العزيز البحرية - الجبيل
- OEJN (JED) - مطار الملك عبد العزيز الدولي - جدة
- OEKK (KMC) - مدينة الملك خالد العسكرية
- OEKM (KMX) - قاعدة الملك خالد الجوية - خميس مشيط
- OEMA (MED) - مطار الأمير محمد بن عبد العزيز الدولي - المدينة
- OENG (EAM) - مطار نجران المحلي - نجران
- OENN - مطار خليج نيوم - نيوم
- OEPA (AQI) - مطار حفر الباطن - القيصومة
- OEPK - مطار الأنبوب العراقي 3 IPSA-3
- OERF (RAH) - مطار رفحاء المحلي - رفحاء
- OERK (RUH) - مطار الملك خالد الدولي - الرياض
- OERM - مطار رأس مشهاب - رأس مشهاب
- OERR (RAE) - مطار عرعر المحلي - عرعر
- OERT - مطار رأس تنورة - رأس تنورة
- OERY - قاعدة الملك سلمان الجوية - الرياض
- OESB - مطار الشيبة - الشيبة
- OESH (SHW) - مطار شرورة المحلي - شرورة
- OESK (AJF) - مطار الجوف المحلي - الجوف
- OETB (TUU) - مطار الأمير سلطان بن عبد العزيز الإقليمي - تبوك
- OETF (TIF) - مطار الطائف الإقليمي - الطائف
- OETH - مطار الثمامة - الثمامة
- OETN - مطار رأس تناجيب - تناجيب
- OETR (TUI) - مطار طريف المحلي - طريف
- OEUD - مطار العضيلية - العضيلية
- OEWD (WAE) - مطار وادي الدواسر المحلي - وادي الدواسر
- OEWJ (EJH) - مطار الوجه المحلي - الوجه
- OEYN (YNB) - مطار الأمير عبد المحسن بن عبد العزيز - ينبع

## OI - إيران
- OIAA (ABD) - مطار عبدان- آية الله جامي الدولي - عبدان
- OIAD (DEF) - مطار دزفول - دزفول
- OIAJ (OMI) - قاعدة العميدية الجوية - العميدية
- OIAM (MRX) - مطار ماهشهر - ماهشهر
- OIAW (AWZ) - مطار الأهواز - الأهواز
- OIBB (BUZ) - مطار بوشهر - بوشهر
- OIBI (YEH) - مطار عسلوية - عسلوية
- OIBK (KIH) - مطار كيش - جزيرة كيش
- OIBL (BDH) - مطار بندر لنجة - بندر لنجة
- OIBP (PGU) - مطار الخليج الفارسي - خليج فارس
- OIBQ (KHK) - مطار خارك - جزيرة خارك
- OIBS (SXI) - مطار جزيرة سيري - جزيرة سيري
- OIBV (LVP) - مطار لافان - جزيرة لافان
- OICC (KSH) - مطار الشهيد الأشرفي الأصفهاني - كرمانشاه
- OICI (IIL) - مطار إيلام - إيلام
- OICK (KHD) - مطار خرم آباد - خرم آباد
- OICS (SDG) - مطار سنندج - سنندج
- OIFM (IFN) - مطار أصفهان الدولي - اصفهان
- OIFS (CQD) - مطار شاهركرد - شهركرد
- OIGG (RAS) - مطار رشت - رشت
- OIHH (HDM) - مطار همدان - همدان
- OIHS (NUJ) - قاعدة همدان الجوية (قاعدة شاهروخي الجوية) - همدان
- OIID - قاعدة دوشان تبه الجوية - طهران
- OIIE (IKA) - مطار الإمام الخميني الدولي - طهران
- OIII (THR) - مطار مهر أباد الدولي - طهران
- OIIK (GZW) - مطار قزوين - قزوين
- OIIS (SNX) - مطار سمنان المحلي - سمنان
- OIKB (BND) - مطار بندر عباس الدولي - بندر عباس
- OIKJ (JYR) - مطار جيروفت - جيروفت
- OIKK (KER) - مطار كرمان - كرمان
- OIKM (BXR) - مطار بام - بام
- OIKQ (GSM) - مطار ديريستان - قشم
- OIKR (RJN) - مطار رفسنجان - رفسنجان
- OIKY (SYJ) - مطار سيرجان - سيرجان
- OIMB (XBJ) - مطار بيرجند - بيرجند
- OIMC (CKT) - مطار سرخس - سرخس
- OIMM (MHD) - مطار مشهد الدولي (مطار الشهيد هاشمي نجاد) - مشهد
- OIMN (BJB) - مطار بوجنورد - بوجنورد
- OIMS (AFZ) - مطار سابزيفار- سابزيفار
- OIMT (TCX) - مطار تاباس - تاباس
- OING (GBT) - مطار جرجان - جرجان
- OINJ (BSM) - قاعدة بيشي كولا الجوية - أمول
- OINN (NSH) - مطار نوشهر - نوشهر
- OINR (RZR) - مطار رامسار - رامسار
- OINZ (SRY) - مطار داشتي/ناز - ساري
- OISA - مطار آباده - عباده
- OISJ (JAR) - مطار جهرم - جهرم
- OISL (LRR) - مطار لارستان الدولي - لار
- OISR (LFM) - مطار لاميرد - لاميرد
- OISS (SYZ) - مطار شيراز الدولي - شيراز
- OISY (YES) - مطار ياسوج - ياسوج
- OITK (KHY) - مطار خوي - خوي
- OITL (ADU) - مطار أردبيل - أردبيل
- OITP (PFQ) - مطار بارزاباد/موغان - بارزاباد
- OITR (OMH) - مطار أورميا - أورميا
- OITT (TBZ) - مطار تبريز الدولي - تبريز
- OITU (IMQ) - مطار ماكو الدولي - ماكو
- OIYY (AZD) - مطار الشهيد سادوغي - يزد
- OIZB (ACZ) - مطار زابول - زابول
- OIZC (ZBR) - مطار كونارك - شاه بحر
- OIZH (ZAH) - مطار زاهدان الدولي - زاهدان

## OJ - الأردن
- OJ40 - الأزرق / قاعدة الشهيد موفق سلطي الجوية - الشهيد موفق
- OJAI (AMM) - مطار الملكة علياء الدولي - عمان
- OJAM (ADJ) - مطار عمان المدني - عمان
- OJAQ (AQJ) - مطار الملك حسين الدولي - العقبة
- OJJR (JRS) - مطار عطروت، كان تحت الوصاية الأردنية منذ 1948 حتى 1967، مغلق منذ الانتفاضة الثانية - الضفة الغربية
- OJMF (OMF) - قاعدة الملك حسين الجوية، المفرق - محافظة المفرق

## OK - الكويت
- OKAJ - قاعدة أحمد الجابر الجوية
- OKAS - قاعدة علي السالم الجوية
- OKBK (KWI) - مطار الكويت الدولي - مدينة الكويت
- OKDI - مطار جيش العديري - معسكر بورينج

## OL - لبنان
- OLBA (BEY) - قاعدة بيروت الجوية / مطار بيروت رفيق الحريري الدولي - بيروت
- OLKA (KYE) - قاعدة رينيه معوض الجوية - القليعات
- OLRA - قاعدة رياق الجوية - رياق

## OM - الإمارات العربية المتحدة
- OMAA (AUH) - مطار أبو ظبي الدولي - أبو ظبي
- OMAD (AZI) - مطار البطين - أبو ظبي
- OMAL (AAN) - مطار العين الدولي - العين
- OMAM (DHF) - قاعدة الظفرة الجوية - المقاطعة
- OMAZ (AUH) - مطار زركو - أبو ظبي
- OMDB (DXB) - مطار دبي الدولي - دبي
- OMDM (DXB) - قاعدة المنهاد الجوية - دبي
- OMDW (DWC) - مطار آل مكتوم الدولي - دبي
- OMFJ (FJR) - مطار الفجيرة الدولي - الفجيرة
- OMNK (XXX) - قاعدة ساس النخيل الجوية - أبو ظبي
- OMRK (RKT) - مطار رأس الخيمة الدولي - رأس الخيمة
- OMSJ (SHJ) - مطار الشارقة الدولي - الشارقة

## OO - عمان
- OOKB (KHS) - قاعدة خصب الجوية - خصب
- OOMA (MSH) - قاعدة مصيرة الجوية - مصيرة
- OOMN () - قاعدة المصنعة الجوية - المصنعة
- OOMS (MCT) - مطار مسقط الدولي - مسقط
- OONR (OMM) - مطار مرمول - مرمول
- OOSA (SLL) - مطار صلالة - صلالة
- OOTH (TTH) - رافو ثمريت - ثمريت

## OP - باكستان
- OPAB (AAW) - مطار أبوت آباد - أبوت آباد
- OPBN (BNP) - مطار بانو - بانو
- OPBW (BHV) - مطار باهاوالبور - باهاوالبور
- OPCH (CJL) - مطار تشيترال - تشيترال
- OPCL (CHB) - مطار تشيلاس - تشيلاس
- OPDB (DBA) - مطار دالباندين - دالباندين
- OPDG (DEA) - مطار ديرا غازي خان - ديرا غازي خان
- OPDI (DSK) - مطار ديرا إسماعيل خان - ديرا إسماعيل خان
- OPFA (LYP) - مطار فيصل أباد الدولي - فيصل أباد
- OPGD (GWD) - مطار جوادر الدولي - جوادر
- OPGT (GIL) - مطار جيلجيت - جيلجيت
- OPIS (ISB) - مطار إسلام أباد الدولي - إسلام أباد
- OPJA (JAG) - قاعدة شهباز للقوات الجوية الباكستانية (قاعدة جاكوب آباد الجوية) - جاكوب آباد
- OPJI (JIW) - مطار جيواني - جيواني
- OPKC (KHI) - مطار جناح الدولي - كراتشي
- OPKD (HDD) - مطار حيدر أباد - حيدر أباد
- OPKH (KDD) - مطار خوزدار - خوزدار
- OPKT (OHT) - قاعدة باف كوهات - كوهات
- OPLA (LHE) - مطار العلامة إقبال الدولي - لاهور
- OPLH - مطار والتون - لاهور
- OPMA (XJM) - مطار مانجلا - مانجلا
- OPMF (MFG) - مطار مظفر أباد - مظفر أباد
- OPMI (MWD) - قاعدة باف ميانوالي - ميانوالي
- OPMJ (MJD) - مطار موينجودارو - موهينجو دارو
- OPMP (MPD) - مطار السندري - سندهري ثارباركر
- OPMR (MSR) - قاعدة باف مسرور (قاعدة كراتشي الجوية) - كراتشي
- OPMS (MNS) - قاعدة القوات الجوية الباكستانية مينهاس (قاعدة كامرا الجوية) - كامرا
- OPMT (MUX) - مطار ملتان الدولي - ملتان
- OPNH (WNS) - مطار نوابشة - نوابشة
- OPOR (ORW) - مطار أورمارا - أورمارا
- OPPC (PAJ) - مطار باراشينار - باراشينار
- OPPG (PJG) - مطار بنجور - بانجور
- OPPI (PSI) - مطار باسني - مدينة باسني
- OPPS (PEW) - مطار بيشاور الدولي - بيشاور
- OPQS (DHM) - قاعدة داميال الجوية - روالبندي
- OPQT (UET) - مطار كويتا الدولي - كويتا
- OPRK (RYK) - مطار الشيخ زايد الدولي - رحيم يار خان
- OPRN (NRK) - قاعدة القوات الجوية الباكستانية نور خان - روالبندي
- OPRQ (سلاح الجو الملكي البريطاني) - قاعدة رفيقي للقوات الجوية الباكستانية (قاعدة شوركوت الجوية) - شوركوت
- OPRT (RAZ) - مطار راوالاكوت- راوالاكوت
- OPSF (FSL) - قاعدة القوات المسلحة الباكستانية فيصل - كراتشي
- OPSB (SBQ) - مطار سيبي - سيبي
- OPSD (KDU) - مطار سكاردو - سكاردو
- OPSK (SKD) - مطار سوكور - سكور
- OPSN (SYW) - مطار سهوان شريف - سهوان شريف
- OPSR (MSF) - مصحف قاعدة القوات الجوية الباكستانية (قاعدة سرجودا الجوية) - سرجودا
- OPSS (SDT) - مطار سيدو شريف - سيدو شريف
- OPST (SKT) - مطار سيالكوت الدولي - سيالكوت
- OPSU (SUL) - مطار سووي- سووي
- OPSW (RZS) - مطار صوان - حقل غاز صوان
- OPSX (SWN) - مطار ساهيوال - ساهيوال
- OPTA (TLB) - مطار سد تاربيلا - سد تاربيلا
- OPTU (TUK) - مطار تربت - تربت
- OPZB (PZH) - مطار زوب - زوب

## OR- العراق
- ORAA - قاعدة الأسد الجوية - الأنبار
- ORAI - مطار الإسكندرية
- ORAN - مطار النعمانية
- ORAT - قاعدة التقدم الجوية - الأنبار
- ORBD - قاعدة بلد الجوية - صلاح الدين
- ORBI (BGW) - مطار بغداد الدولي - بغداد (تم تغيرها إلى هذا الرمز في عام 2003)
- ORBM (OSM) - مطار الموصل الدولي - نينوى
- ORBR - مطار بشور - بشور
- ORER (EBL) - مطار أربيل الدولي - أربيل،
- ORJA - مطار الجليبة - محافظة ذي قار.
- ORKK (KIK) - مطار كركوك - كركوك
- ORMM (BSR) - مطار البصرة الدولي - البصرة
- ORQT - قصر تل محل
- ORQW - مطار القيارة الغربي - القيارة
- ORSH - قاعدة الصحراء الجوية العسكرية - صلاح الدين
- ORSU - مطار السليمانية الدولي - السليمانية، كردستان العراق
- ORTF - مطار تلعفر العسكري - تلعفر
- ORTI -  مطار التاجي العسكري- التاجي
- ORTK - مطار شرق تكريت - صلاح الدين
- ORTL - قاعدة علي الجوية (قاعدة تليل الجوية سابقاً) - ذي قار
- ORTS - مطار تكريت الجنوبي - تكريت
- ORUB - مطار عبيدة بن الجراح - واسط
- ORUQ - مطار أم قصر - أم قصر
- ORBB (BMN) - مطار باميرني

## OS - سوريا
- OSAP (ALP) - مطار حلب الدولي - حلب
- OSDI (DAM) - مطار دمشق الدولي - دمشق
- OSDZ (DEZ) - مطار دير الزور - دير الزور
- OSKL (KAC) - مطار القامشلي - القامشلي
- OSLK (LTK) - مطار باسل الأسد الدولي - اللاذقية
- OSPR (PMS) - مطار تدمر - تدمر

## OT - قطر
- OTBD (DIA) - مطار الدوحة الدولي - الدوحة
- OTBH - قاعدة العديد الجوية - الدوحة
- OTBK - مطار الخور - الخور
- OTHH (DOH) - مطار حمد الدولي - الدوحة

## OY - اليمن
- OYAA (ADE) - مطار عدن الدولي - عدن
- OYAB (EAB) - مطار عبس - عبس
- OYAT (AXK) - مطار عتق - عتق
- OYBN (BHN) - مطار بيهان - بيحان
- OYBQ (BUK) - مطار البوغ - البوغ
- OYGD (AAY) - مطار الغيضة - الغيضة
- OYHD (HOD) - مطار الحديدة الدولي - الحديدة
- OYMB (MYN) - مطار مأرب - مأرب
- OYMK (UKR) - مطار موكيراس - مكيراس
- OYQN (IHN) - مطار قشن - قشن
- OYRN (RIY) - مطار الريان - المكلا
- OYSH (SYE) - مطار صعدة - صعدة
- OYSN (SAH) - مطار صنعاء الدولي - صنعاء
- OYSQ (SCT) - مطار سقطرى - سقطرى
- OYSY (GXF) - مطار سيئون - سيئون
- OYTZ (TAI) - مطار تعز الدولي - تعز